# Usher (album)
Pour les articles homonymes, voir Usher.
Albums de Usher
My Way
(1997)
Usher est le premier album studio de l'artiste de R'n'B américain Usher. Il a été réalisé le 30 août 1994 sur LaFace Records

L'album a atteint le N°167 sur le Billboard 200.

## Réalisation et Critiques
L'album a culminé au N°167 sur le US Billboard 200 et atteint la 25e place sur le  R & B Albums Chart. Billy Johnson Jr. de Yahoo! Music a surnommé cet album de "promenade agréable" tandis que Anderson Jones de Entertainment Weekly, dans une critique moins enthousiaste, a appelé les chansons de l'album de "remarquablement ternes".

## Liste des singles
| Titre                         | Paroles de :                                           | Durée du single |
| ----------------------------- | ------------------------------------------------------ | --------------- |
| 1. "I'll Make It Right"       | Benbow, Evans, Griffin, Lee, Saxon                     | 4:50            |
| 2. "Interlude 1"              | Evans, Raymond, Thompson                               | 0:40            |
| 3. "Can U Get wit It"         | Swing                                                  | 4:56            |
| 4. "Think of You"             | Evans, Jones, Raymond, Thompson                        | 3:48            |
| 5. "Crazy"                    | Morgan                                                 | 5:14            |
| 6. "Slow Love"                | Brown, Lee                                             | 4:57            |
| 7. "The Many Ways"            | Brown, Hall                                            | 5:43            |
| 8. "I'll Show You Love"       | Bobbit, Brown, Evans, Howell, Richbourg, South, Wesley | 4:43            |
| 9. "Interlude 2 (Can't Stop)" | Evans, Raymond, Thompson                               | 2:42            |
| 10. "Love Was Here"           | Brown, Griffin                                         | 5:37            |
| 11. "Whispers"                | Pearson, Swing                                         | 5:15            |
| 12. "You Took My Heart"       | Corbett, Ferrell, Jones, Raymond, Tonge                | 5:10            |
| 13. "Smile Again"             | Evans, Hollister, Middleton                            | 4:38            |
| 14. "Final Goodbye"           | Chambers, Corbett, Hall, Norris                        | 5:00            |

## Historique des positions

### Album
| Chart (1994)     | Position |
| ---------------- | -------- |
| US Billboard 200 | N° 167   |
| US Heatseekers   | N° 4     |
| U.S. R&B Albums  | N° 25    |

### Singles
| Année | Titre              | Position : US Billboard Hot 100 | Position : US Hot Dance Music/Maxi-Singles | Position : U.S. Hot R&B/Hip-Hop Singles & Tracks |
| ----- | ------------------ | ------------------------------- | ------------------------------------------ | ------------------------------------------------ |
| 1994  | "Can U Get wit It" | N° 59                           |                                            | N° 13                                            |
| 1995  | "Think of You"     | N° 58                           | N° 23                                      | N° 8                                             |
| 1995  | "The Many Ways"    |                                 |                                            | N° 42                                            |

## Personnel
Information tirée de AllMusic :
- Assistant ingénieur - Daniel Beroff.
- Batteur - Alexander Richbourg.
- Ingénieur - Al B. Sure!, Charles "le Prince Charles" Alexandre, Bob Brockman, Larry Funk, Gerhard Joost, Tony Maserati, Brian Alexander Morgan, Nasheim Myrick, Rob Paustian.
- Producteurs exécutif - Sean «Puffy» Combs, LA Reid.
- Guitariste - Darryl Pearson.
- Au clavier - Herb Middleton.
- Mixeur - Charles "le Prince Charles" Alexandre, Bob Brockman, Sean "Puffy" Combs, David Dachinger, Swing DeVante, Rob Paustian, John Shrive.
- Multi-instruments - DeVante Swing, Brian Alexander Morgan, Tim Mosley, Darryl Pearson.
- Photographe - Michael Benabib.
- producteur - Al B. Sure!, Sean "Puffy" Combs, Ward Corbett, Swing DeVante, Edward "Eddie F" Ferrell, Kiyamma Griffin, Dave Hall, Isaïe Lee, Brian Alexander Morgan, Darryl Pearson, Alexandre Richbourg.
- paroles – Ward Corbett.
- chanteur - Usher.
- chanteur (à l'arrière-plan) - Darren Benbow, Mary Brown, Faith Evans, Dave Hollister, Crystal Johnson, Darryl Pearson, Laquentis Saxon, Usher, Levar "Lil' Tone" Wilson.